# Чудни случај доктора Џекила и господина Хајда
Чудни случај доктора Џекила и господина Хајда (енгл. Strange Case of Dr Jekyll and Mr Hyde), или само Доктор Џекил и господин Хајд, готичка је новела шкотског писца Роберта Луиса Стивенсона. Прича прати Габријела Џона Атерсона, правника из Лондона који истражује низ чудних догађаја повезаних са његовим старим пријатељом, др Хенријем Џекилом, и криминалцем по имену Едвард Хајд.
Ова новела је једно од најпознатијих дела британске књижевности и сматра се једном од књига која је дефинисала жанр готичког хорора. Новела је такође имала значајан утицај на популарну културу, при чему се фраза „Џекил и Хајд” у народном језику користи да се опишу људи који се споља чине добри, али су понекад шокантно зле природе.

## Инспирација и писање
Стивенсон је дуго био интригиран идејом о томе како људске личности могу одражавати међуигру добра и зла. Још као тинејџер развио је сценарио за представу о Вилијаму Бродију, коју је касније прерадио уз помоћ В. Е. Хенлеија и која је први пут изведена 1882. године. Почетком 1884. написао је приповетку „Маркхајм”, коју је исте године преправио за објављивање у божићном годишњаку.
Инспирација за новелу је можда такође дошла од пишчевог пријатељства са учитељом француског језика из Единбурга, Еженом Шантрелом, који је осуђен и погубљен за убиство своје жене у мају 1878. године. Шантрел, који је изгледао као да води нормалан градски живот, отровао је своју супругу опијумом. Према речима аутора Џеремија Хоџиса, Стивенсон је био присутан током целог суђења и како су се „докази откривали, нашао се, попут др Џекила, 'запрепашћен пред делима Едварда Хајда'. Штавише, веровало се да је учитељ починио и друга убиства како у Француској тако и у Британији, трујући своје жртве на вечерњим забавама „омиљеним јелом од тостираног сира и опијума”.
Новела је написана у јужном енглеском приморском граду Борнмуту, где се Стивенсон преселио 1884. због морског ваздуха и топлије климе. Тада је у Борнмуту живео бивши свештеник Волтер Џекил, млађи брат хортикултуристкиње и дизајнерке Гертруд Џекил, са којом се Стивенсон спријатељио и од које је позајмио име Џекил. Џекил је скоро сигурно био хомосексуалац, и пошто се одрекао свог англиканског позива, и прогнао на континент на неколико година, очигледно се борио да пронађе своје место у друштву. Стивенсон је био пријатељ са другим хомосексуалним мушкарцима, укључујући Хорејшија Брауна, Едмунда Госа и Џона Аддингтона Симондса, а дуалност њихових друштвено потиснутих персона можда је обликовала његову књигу. Симондс је био шокиран књигом, написавши Стивенсону да га се „гледајући као алегорија, преблизу дотиче.”
Према његовом есеју „Поглавље о сновима”, Стивенсон је тражио идеју за причу и уснуо сан, а када се пробудио, имао је идеју за две или три сцене које ће се појавити у причи Чудни случај доктора Џекила и господина Хајда. Биограф Грејам Балфур цитирао је Стевенсонову жену, Фани Стивенсон:
У раним сатима једног јутра, [...] пробудили су ме Луисови крици ужаса. Мислећи да има ноћну мору, пробудила сам га. Љутито је рекао: „Зашто си ме пробудила? Сањао сам лепу аветну причу.” Пробудила сам га на првој сцени трансформације.
Лојд Озборн, Стивенсонов посинак, написао је: „Не верујем да је икада раније постојао такав књижевни подвиг као што је писање Доктора Џекила. Сећам се првог читања као да је било јуче. Луис је сишао доле грозничав; прочитао скоро пола књиге наглас, а онда, док смо још дахтали, поново је отишао и био заузет писањем. Сумњам да је први нацрт писао само три дана.”
Као што је било уобичајено, госпођа Стивенсон би прочитала нацрт и изнела своје критике. Роберт је у то време био везан за кревет због крварења. У својим коментарима у рукопису, приметила је да је прича заправо алегорија, али да ју је Роберт писао као причу. После неког времена, Роберт ју је позвао назад у спаваћу собу и показао на гомилу пепела: спалио је рукопис у страху да ће покушати да га спасе, и тако се приморао да крене од нуле, пишући алегоријску причу како му је она предложила. Стручњаци расправљају да ли је он заиста спалио свој рукопис; не постоје директни докази за спаљивање, али оно остаје саставни део историје новеле. У другој верзији приче, Стивенсон је сишао доле да прочита рукопис својој жени и посинку. Бесан због критике своје жене, отишао је у своју собу, да би се касније вратио признајући да је била у праву. Затим је бацио оригинални нацрт у ватру, и спречио своју жену и посинка да га спасу.
Стивенсон је преправио причу за три до шест дана. Бројни каснији биографи су тврдили да је Стивенсон био на дрогама током помахниталог поновног писања: на пример, ревизионистичка историја Вилијама Греја Књижевни живот (2004) тврди да је користио кокаин, док су други биографи рекли да је користио ергот. Међутим, стандардна историја, према причама његове жене и сина (и њега самог), каже да је био прикован за кревет и болестан док је писао новелу. Према Озборну: „Сам физички подвиг био је огроман, и уместо да му науди, он га је неизрециво узбудио и развеселио”. Наставио је да усавршава дело четири до шест недеља након почетне ревизије.

## Радња
Габријел Џон Атерсон и његов рођак Ричард Енфилд сусрећу се током недељне шетње када стигну до врата велике куће која се налази у улици у прометној четврти Лондона. Енфилд говори Атерсону да је пре неколико месеци, у три сата ујутру, видео човека злокобног изгледа по имену Едвард Хајд како гази малу девојчицу након што је случајно налетео на њу. Енфилд је приморао Хајда да плати њеној породици 100 фунти како би избегао скандал. Хајд је довео Енфилда на ова врата и дао му чек који је потписао угледни господин за кога се касније открило да је доктор Хенри Џекил, Атерсонов пријатељ и клијент. Атерсон се плаши да Хајд на неки начин уцењује Џекила, пошто је Џекил недавно променио свој тестамент како би Хајд постао једини наследник у случају Џекилове смрти или нестанка. Када Атерсон покуша да разговара о Хајду са Џекилом, овај му каже да се може отарасити Хајда када жели, и замоли га да се више не бави тиме.
Годину дана касније, у октобру, једна собарица је видела Хајда како је на смрт претукао сер Денверса Керјуа, још једног Атерсоновог клијента, и оставио за собом половину сломљеног штапа. Полиција контактира Атерсона, који води полицајце до Хајдовог стана. Хајд је нестао, али су пронашли другу половину сломљеног штапа, коју Атерсон препознаје као ону коју је дао Џекилу. Атерсон посећује Џекила, који показује белешку коју му је Хајд наводно написао, извињавајући се за невоље које је изазвао. Међутим, Хајдов рукопис је сличан Џекиловом, што је навело Атерсона да закључи да је Џекил фалсификовао белешку да би заштитио Хајда.
Наредна два месеца Џекил се враћа свом некадашњем дружељубивом маниру, али почетком јануара почиње да одбија посетиоце. Доктор Хести Лењон, заједнички пријатељ Џекила и Атерсона, умире од шока након што је сазнао одређене ствари везане за Џекила. Пре своје смрти, Лењон даје Атерсону писмо које треба да отвори након Џекилове смрти или нестанка. Крајем фебруара, током још једне шетње са Енфилдом, Атерсон започиње разговор са Џекилом на прозору његове лабораторије. Џекил изненада нагло затвара прозор и нестаје, шокирајући и забрињавајући Атерсона.
Почетком марта Џекилов батлер, господин Пул, посећује Атерсона и каже да се Џекил већ недељама осамио у својој лабораторији. Атерсон и Пул проваљују у лабораторију, где проналазе Хајдово тело у Џекиловој одећи; делује као да је починио самоубиство. Проналазе писмо од Џекила Атерсону, који прво чита Лењоново писмо, па Џекилово.
Лењоново писмо открива да је погоршање његовог здравственог стања било резултат шока када је видео Хајда како пије серум који га је претворио у Џекила. Џекил у свом писму наводи да се јавно држао строгих моралних стандарда, али и да се препустио неизреченим пороцима и борио са стидом. Пронашао је начин да се трансформише и тако се препусти својим пороцима без страха да ће бити откривен. Џекилово трансформисано тело, у виду Хајда, било је зло, попустљиво и није марило ни за кога осим за себе. У почетку, Џекил је контролисао трансформације серумом, али је једне августовске ноћи нехотице постао Хајд у сну.
Џекил је одлучио да престане да се трансформише у Хајда. Упркос томе, једне ноћи је имао тренутак слабости и попио је серум. Хајд, чије су жеље биле тако дуго потискиване, убио је Керјуа. Ужаснут, Џекил је покушао одлучније да заустави трансформације. Затим се, почетком јануара, нехотице трансформисао док је био будан. Далеко од своје лабораторије и са полицијом на свом трагу, Хајду је била потребна помоћ да избегне хапшење. Писао је Лењону Џекиловом руком, тражећи од пријатеља да донесе хемикалије из његове лабораторије. У Лењоновом присуству, Хајд је помешао хемикалије, попио серум и трансформисао се у Џекила. Шок од призора подстакао је погоршање Лењоновог здравља и његову смрт. У међувремену, дошло је до све већег броја Џекилових невољних трансформација, које су захтевале све веће дозе серума да би се преокренуле. Једна од ових трансформација била је разлог због ког је Џекил залупио прозор Атерсону.
На крају, залихе соли коришћене у серуму су се смањиле, а наредне серије припремљене из нових залиха нису функционисале. Џекил је спекулисао да је оригинални састојак имао неку нечистоћу због које је деловао. Схвативши да ће остати трансформисан у Хајда, Џекил је написао цео извештај о догађајима. Џекил завршава писмо речима да не зна да ли ће Хајд бити погубљен или да ли ће смоћи храбрости да прво изврши самоубиство, али га није брига, јер ће он (Џекил) ускоро умрети, а шта год да се догоди догодиће се неком другом, а не њему.

## Ликови

### Габријел Џон Атерсон
Габријел Џон Атерсон, адвокат, дуги низ година је био близак одан пријатељ Џекила и Лењона. Атерсон је одмерен и безизражајан нежења – који ипак делује уверљиво, достојан поверења, толерантан према грешкама других и допадљив. Међутим, Атерсон није имун на кривицу, док је брз да истражи и процени интересовање за туђа посрнућа, што ствара искру интересовања не само за Џекила већ и за Хајда. Он закључује да је људска пропаст последица препуштања себи темама од интереса. Као резултат оваквог начина размишљања, он живи усамљенички живот и „пригушује свој укус за финије ствари живота”. Атерсон закључује да Џекил живи живот како жели уживајући у свом занимању.

### Др Хенри Џекил / Едвард Хајд
Са седиштем у Сохоу на лондонском Вест Енду, доктор Џекил је „крупан, добро грађен, глатко избријан човек од педесет година, са нечим лукавим на лицу”, који понекад осећа да се бори између добра и зла у себи, што је довело до борбе између његових двојних личности Хенрија Џекила и Едварда Хајда. Велики део свог живота провео је покушавајући да потисне зле нагоне које нису пристајале човеку његовог угледа. Он ствара серум, или напитак, у покушају да одвоји ово скривено зло од своје личности. Притом се Џекил трансформисао у мањег, млађег, окрутног, немилосрдног и злог Хајда. Џекил има много пријатеља и љубазну личност, али као Хајд, постаје мистериозан и насилан. Како време пролази, Хајдова моћ расте. Након што је више пута узео напитак, он се више не ослања на њега да би ослободио свог унутрашњег демона, односно свој алтер его. На крају, Хајд постаје толико јак да се Џекил ослања на напитак да би остао свестан током целе књиге.

### Ричард Енфилд
Ричард Енфилд је Атерсонов рођак и добро је познат „човек из града”. Он први пут види Хајда око три сата ујутро како безобзирно гази једну девојчицу на улици, након чега је група сведока, са девојчициним родитељима и другим мештанима, приморала Хајда да испише чек за њену породицу. Енфилд открива да је Џекил потписао чек, који се показао као оригиналан. Каже да Хајд изгледа одвратно, али се збуни када га Атерсон замоли да опише човека.

### Др Хести Лењон
Дугогодишњи Џекилов пријатељ, Лењон се не слаже са Џекиловим „научним” концептима, које Лењон описује као „...претерано маштовите”. Он је прва особа која је открила Хајдов прави идентитет (Хајд се поново трансформише у Џекила у Лењоновом присуству). Лењон помаже Атерсону да реши случај када опише писмо које му је дао Џекил и своје мисли и реакције на трансформацију. Након што присуствује процесу трансформације (и након тога чује Џекилово приватно признање, дато само њему), Лењона шок доводи до критичне болести и, касније, смрти.

### Господин Пул
Пул је Џекилов батлер који је код њега запослен дуги низ година. Верно служи Џекила и покушава да му буде одан, али растућа повученост и промене у његовом господару изазивају његову све већу забринутост. Коначно у страху да је његов господар убијен и да његов убица, господин Хајд, борави у Џекиловим одајама, Пул је присиљен да оде Атерсону и удружи снаге с њим да открије истину.

### Инспектор Њукамен
Атерсон се придружује овом инспектору Скотланд Јарда након убиства сер Денверса Керјуа. Они истражују Хајдово поткровље у Сохоу и откривају доказе о његовом развратном животу.

### Сер Денверс Керју
Љубазан, 70-годишњи народни посланик. Собарица тврди да је Хајд, у убилачком бесу, убио Керјуа на улицама Лондона у ноћи 18. октобра. У тренутку смрти, Керју са собом носи писмо упућено Атерсону, а сломљена половина једног од Џекилових штапова налази се на његовом лешу.